# Hersilia bubi
Pour les articles homonymes, voir Bubi.
Espèce
Hersilia bubi est une espèce d'araignées aranéomorphes de la famille des Hersiliidae.

## Étymologie
Son nom fait référence aux Bubi, un peuple vivant principalement sur l'île de Bioko, là où l'espèce a été découverte.

## Distribution
Cette espèce se rencontre à Bioko en Guinée équatoriale et en Ouganda,.

## Description
Hersilia Bubi est une petite araignée brun foncé. La femelle est généralement plus grosse et plus pâle que le mâle. Ce dernier mesure de 4,1 à 4,4 mm et la femelle 6,8 mm.

## Publication originale
- Foord & Dippenaar-Schoeman, 2006 : A revision of the Afrotropical species of Hersilia Audouin (Araneae: Hersiliidae). Zootaxa, no 1347, p. 1-92.